# Stjepan Kožul

Stjepan Kožul (Dautan kraj Bjelovara, 1947.) - hrvatski katolički svećenik, doktor teologije, kanonik Prvostolnoga kaptola zagrebačkog i arhiđakon Remetsko-sesvetskoga arhiđakonata te prije arhiđakon Bjelovarsko-kalničkoga arhiđakonata, pisac o temama iz crkvene povijesti i umjetnosti, član raznih odbora, vijeća i povjerenstava Zagrebačke nadbiskupije
Rođen je u Dautanu kraj Bjelovara 1947. godine. Osnovnu školu pohađao je u Dautanu i Nevincu. Završio je klasičnu gimnaziju u Interdijecezanskoj srednjoj školi u Zagrebu, Katolički bogoslovni fakultet u Zagrebu i tečaj arhivistike i paleografije u Arhivu Hrvatske. Za svećenika ga je zaredio nadbiskup Franjo Kuharić u zagrebačkoj katedrali 1971. godine. Godine 1977. doktorirao je na Katoličkome bogoslovnom fakultetu u Zagrebu.
Dugi niz godina obavljao je bilježničku i tajničku službu kod raznih tijela Zagrebačke nadbiskupije. Stalni je nastavnik na Katehetskom institutu Katoličkoga bogoslovnog fakulteta Sveučilišta u Zagrebu (1993.-1998.) i prigodni predavač na Institutu za teološku kulturu laika KBF-a (1995.-1998.). Vijeće Katoličkog bogoslovnog fakulteta priznalo mu jw na sjednici 27. studenoga 1994. osposobljenje za naslovnog ili posebničkog docenta KBF-a Sveučilišta u Zagrebu pri stolici crkvene povijesti.
Prvi je predsjednik Društva za povjesnicu Zagrebačke nadbiskupije "Tkalčić" od 1996. do danas. Član je uredništva časopisa Društva "Tkalčić"
Od 1997. godine je kanonik Prvostolnoga kaptola zagrebačkog. Bio je arhiđakon Bjelovarsko-kalničkoga arhiđakonata, a nakon toga je postao arhiđakon Remetsko-sesvetskoga arhiđakonata. Bio je ravnatelja Dijecezanskoga muzeja.
Napisao je velik broj knjiga o temama iz crkvene povijesti i umjetnosti kao što su: „Sakralna umjetnost bjelovarskoga kraja”, „Svećenici bjelovarskog kraja”, „Martirologij Crkve zagrebačke : spomenica žrtvama ljubavi Zagrebačke nadbiskupije”, „Stradanja u Zagrebačkoj nadbiskupiji za vrijeme Drugoga svjetskoga rata i poraća”, monografije većeg broja crkvenih župa i dr.
Bio je izvršitelj oporuke nadbiskupa, kard. Franje Kuharića. 